# Fairburn (Georgia)
Fairburn – miasto w Stanach Zjednoczonych, w stanie Georgia, w hrabstwie Fulton.

## Demografia
Według przeprowadzonego przez United States Census Bureau spisu powszechnego w 2010 miasto liczyło 12 950 mieszkańców, co oznacza wzrost o 137,0% w porównaniu do 5464 osób w roku 2000. W roku 2023 liczba mieszkańców wyniosła 16 661 osób, co oznacza wzrost o 204,9% w porównaniu do roku 2000.
Natomiast skład etniczny (2010) w mieście wyglądał następująco: Biali 20,1%; Afroamerykanie 69,9%; Azjaci 1,7%; pozostali 8,3%. Kobiety stanowiły 53,5% populacji.